# Tousnina
Tousnina est une commune de la wilaya de Tiaret en Algérie.